# Amélia do Reino Unido
Amélia do Reino Unido (em inglês: Amelia; 7 de agosto de 1783 — 2 de novembro de 1810) foi uma princesa e membro da família real britânica, a filha mais nova do rei Jorge III do Reino Unido e da rainha Carlota de Mecklemburgo-Strelitz.

## Primeiros anos

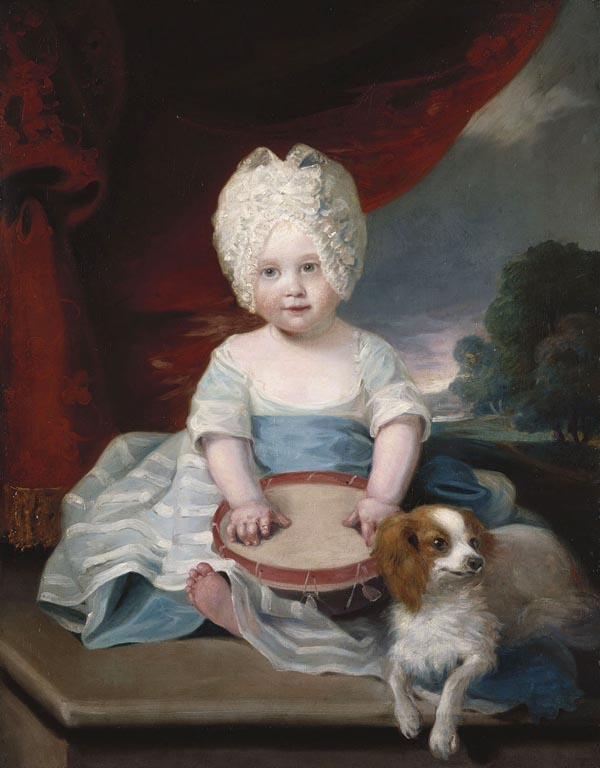
Amélia com dois anos de idade

A princesa Amélia nasceu no dia 7 de Agosto de 1783, em Royal Lodge, Windsor, a mais nova dos quinze filhos do rei Jorge III e da sua consorte, a rainha Carlota, bem como a única a nascer no Castelo de Windsor. Diz-se frequentemente que Amélia era a filha preferida do seu pai que a chamava carinhosamente de "Emily". Nasceu depois das mortes prematuras de dois dos seus irmãos mais velhos, Otávio e Alfredo. A morte destes dois príncipes fez com que Amélia fosse seis anos mais nova do que a sua irmã mais próxima em idade, a princesa Sofia, e era vinte-e-um anos mais nova do que o seu irmão mais velho, o príncipe de Gales Jorge, e quase dezassete anos mais nova do que a sua irmã mais velha, a princesa Carlota. Sendo filha de um monarca, Amélia teve o título de SAR a princesa Amélia desde que nasceu.
Amélia foi baptizada na Capela Real do Palácio de St. James por John Moore, o arcebispo da Cantuária, no dia 17 de Setembro de 1783. Os seus padrinhos foram o príncipe de Gales, seu irmão mais velho, a princesa-real, sua irmã mais velha, e a princesa Augusta Sofia, sua segunda irmã mais velha. Foi a décima-quinta filha a ser baptizada lá.
Tendo nascido pouco tempo depois da morte de Otávio e pouco antes do fim da guerra entre a Grã-Bretanha e os Estados Unidos, a chegada de Amélia foi considerada o início de um novo período de esperança e esperava-se muito dela desde o seu nascimento. A nossa irmã mais nova é, sem excepção, uma das crianças mais bonitas que já vi, escreveu a sua irmã mais velha ao príncipe Guilherme quando ela tinha apenas um mês de idade. Esperava-se que fosse tão bonita, encantadora e talentosa como Otávio, o anterior filho preferido do seu pai, tinha sido. Devido à morte dos seus irmãos, Amélia era considerada a favorita tanto do seu pai como do seu irmão mais velho.
Amélia compreendeu que tinha posição privilegiada muito cedo. Uma história conhecida conta que, quando a conhecida actriz de tragédias Sarah Siddons mostrou interesse em conhecer a bonita bebé, Amélia (...) estendeu instintivamente a sua pequena mão para ser beijada, tendo aprendido muito cedo as lições da realeza. Quando Amélia tinha três anos de idade, Fanny Burney, a responsável pelas roupas da rainha, comentou que a princesa conseguia ser decorosa e digna quando lhe pediam que se comportasse como princesa perante qualquer estranho, como se tivesse consciência da sua posição privilegiada e a importância de a manter com condescendência. Como a mais nova dos treze filhos que ainda viviam, Amélia foi colocada no grupo das suas irmãs Maria e Sofia e passava grande parte do tempo com elas, vivendo em várias residências reais. Desde o início que as três princesas mais novas não receberam a mesma atenção que as suas irmãs mais velhas e passavam muito tempo afastadas dos pais, comunicando com eles, acima de tudo, através de cartas.
As evidências parecem indicar que as princesas mais novas eram muito mais rebeldes do que as irmãs mais velhas, algo que se pode verificar, por exemplo, através do seu comportamento enquanto estavam a posar para um quadro em 1785. Em 1770, Zoffany tinha tido oportunidade de pintar o rei, a rainha e os seus seis filhos mais velhos sem grande dificuldade. Contudo, em 1785, Copley teve tanta dificuldade para conseguir fazer com que os cães, os pássaros e, principalmente, as três princesas se sentassem direitos que nunca mais quis pintar outro quadro da família. Comparada com a educação cuidadosa que Carlota, Augusta e Isabel tinham recebido, a educação que Maria, Sofia e Amélia receberam baseava-se unicamente no sistema que tinha sido aplicado anteriormente. Amélia tinha apenas cinco anos de idade quando o seu pai sofreu o primeiro ataque de loucura e, como consequência da saúde cada vez mais débil do rei, a princesa nunca teve oportunidade de desenvolver a mesma relação próxima e afectuosa que as suas irmãs tinham tido com o pai durante os seus primeiros anos de vida.

## Idade adulta

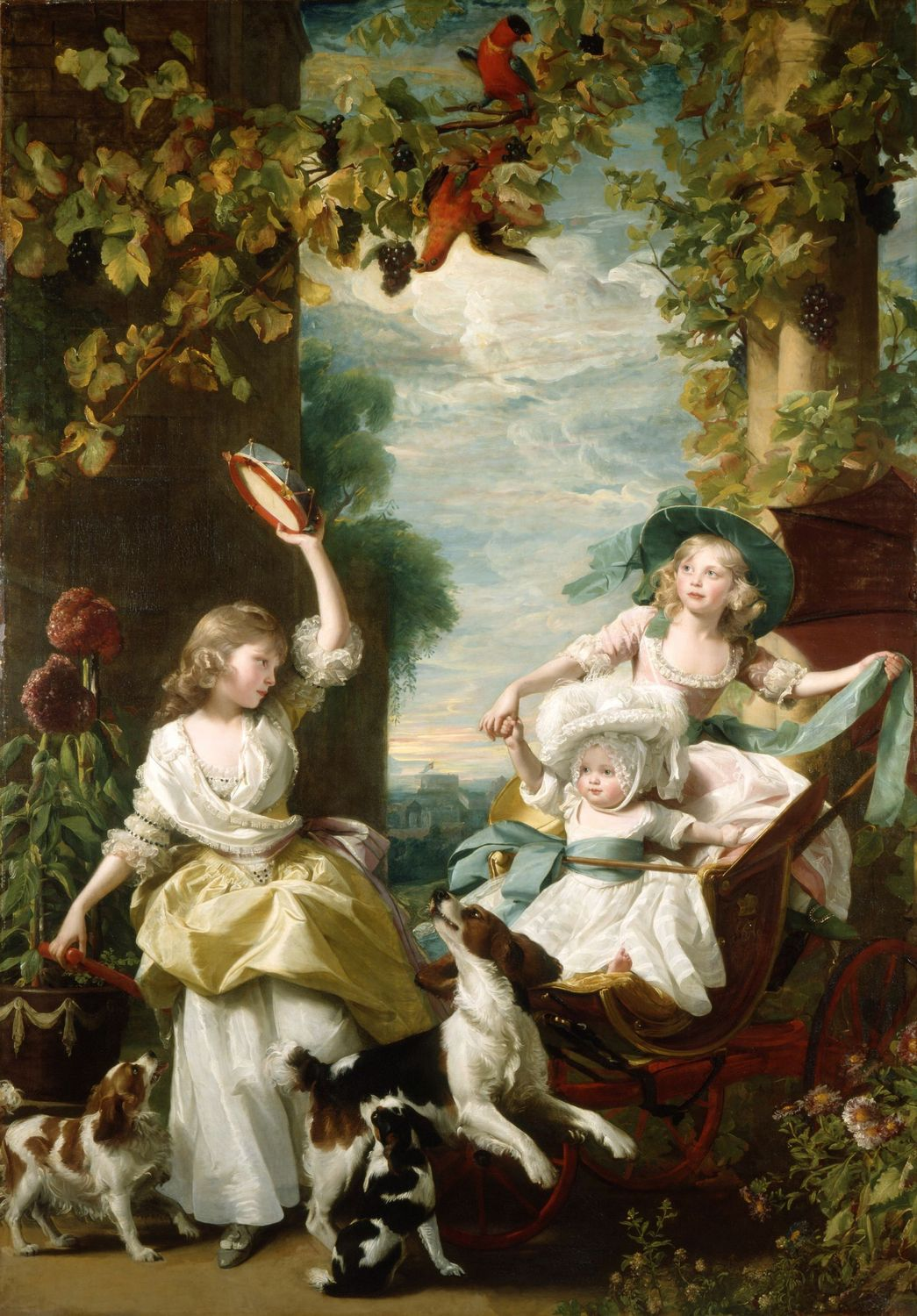
Amélia ainda bebé com as irmãs Maria e Sofia

Antes de 1788, o rei Jorge disse às suas filhas que as levaria para Hanôver para encontrarem maridos adequados apesar das hesitações que tinha quanto a casar as suas filhas, algo que tinha surgido devido aos casamentos infelizes das suas irmãs. O rei afirmou: "Não posso negar que nunca desejei que alguma delas se casasse: sinto-me feliz quando estou na companhia delas, e não desejo minimamente uma separação." Contudo, o rei sofreu o seu primeiro ataque de loucura nesse ano, quando Amélia tinha cinco anos. Voltaram a acontecer novos ataques ao longo de 1801 e 1804, atrasando assim as conversas sobre o casamento das suas filhas. A questão do matrimónio surgia muito raramente. A rainha Carlota temia falar deste assunto, algo que sempre tinha deixado o rei desconfortável e que o fazia voltar a enlouquecer. Além do mais, a rainha, afectada psicologicamente com a doença do rei, queria que as princesas ficassem junto de si.
Amélia e as irmãs eram demasiado protegidas e isoladas, o que restringia possíveis encontros com pretendentes elegíveis da sua idade.

### Doença
Em 1798, a princesa Amélia começou a ter dores fortes na articulação do joelho e foi enviada para a grande cidade costeira de Worthing para recuperar. Escreveu ao seu pai: O vapor e os banhos de mar quentes são realmente úteis e por isso espero conseguir garantir-lhe que estou melhor. No ano seguinte, Amélia recuperou temporariamente e juntou-se à família em Weymouth, onde se derreteu com a sua sobrinha, a princesa Carlota de Gales. Ao longo de toda a sua vida, Amélia estava frequentemente doente. Aos quinze anos de idade começou a sofrer os primeiros sintomas de tuberculose.
Em 1801, a princesa foi enviada para a cidade costeira de Weymouth para melhorar a sua saúde. Entre as pessoas que a acompanharam nesta estadia estava o honorável sir Charles FitzRoy, um estribeiro vinte-e-um anos mais velho do que ela e filho de Charles FitzRoy, 1.º Barão de Southampton. Amélia apaixonou-se por ele e manifestou o desejo de se casar. A rainha soube do caso amoroso por um criado, mas continuou a fingir a sua ignorância. Esperava-se que a descrição do casal impedisse que o rei soubesse do caso, algo que poderia tê-lo atirado para mais um ataque de loucura, algo que se tornava cada vez mais frequente. Apesar de Amélia nunca ter perdido a esperança de se casar com ele, sabia que não o poderia fazer legalmente devido ao decreto de casamentos reais que o parlamento tinha aprovado, pelo menos até completar vinte-e-cinco anos de idade, altura em que o conselho privado podia passar uma autorização especial. Mais tarde, Amélia contou ao seu irmão Frederico que sempre se sentiu casada e utilizava as iniciais A.F.R. (Amélia FitzRoy).
Em 1808, Amélia teve um ataque grave de sarampo e a atmosfera deprimente de Windsor, onde vivia com a mãe, fizeram com que sentisse ainda mais infeliz. O rei Jorge, preocupado, decidiu enviar a filha para Weymouth, acompanhada da irmã Maria. A sua saúde melhorou um pouco, mas a princesa gostou do descanso num lugar calmo. Em 1809, conseguia passear ocasionalmente no jardim. Contudo esta melhora foi temporária e, em Agosto de 1810, a princesa começou a sofrer cada vez mais e, em outubro desse ano, foi infectada com Erisipela, algo que a fez perder todas as esperanças e a prendeu à cama no dia 25 do mesmo mês. O rei convocava os médicos da filha todos os dias às sete da manhã e três ou quatro vezes durante o dia, questionando-os detalhadamente sobre o seu estado de saúde. Amélia aguentou-se mais alguns dias, acompanhada da sua irmã mais chegada, a princesa Maria. Amélia morreu no dia 2 no Novembro, no dia de aniversário do seu irmão Guilherme.
Perto da sua morte, a princesa mandou fazer um anel de luto para o rei, com um caracol do seu cabelo dentro de um cristal rodeado de diamantes. Jorge desfez-se em lágrimas quando o recebeu. O seu testamento ditava que todos os seus bens deveriam ser entregues a Charles FitzRoy. Amélia foi enterrada na jazigo real na Capela de São Jorge em Windsor. O seu irmão mais velho, o futuro rei Jorge IV, que também era seu padrinho, terá sido o responsável por pedir a sua máscara da morte.

## Período posterior
Após a morte de Amélia, George Villiers, o oficial de diligências do rei, e o seu irmão mais novo, Thomas Villiers, 2.º Conde de Clarendon, tentaram chantagear o rei e a rainha com cartas de Amélia depois de ter terem desaparecido £280 000 em seu controlo. Villiers era pai do posterior diplomata e estadista George Villiers, 4.º Conde de Clarendon.
A morte de Amélia é apontada como principal motivo para o declínio da saúde do pai que foi o golpe final para a sua insanidade. Segundo o seu médico, o Dr. Willis, o rei chorava de forma selvagem, monótona e em delírio: 'Ó Emily [Amélia], porque não salvas o teu pai? Odeio estes médicos (...)'  Outro dos delírios de Jorge incluíam a crença de que Amélia apenas estava em Hanôver com a grande família que tinha construído, onde nunca envelheceria e estaria sempre bem.